# Wilhelm Haag (Politiker, 1851)

Wilhelm Haag

Wilhelm Haag (* 28. August 1851 in Heilbronn; † 27. Mai 1926 ebenda) war ein deutscher Weingärtner und Politiker.

## Leben
Haag war Weingärtner in Heilbronn wie schon sein Vater Martin Haag, von dem er das Weingärtnerhandwerk erlernte. Er war Vorstand des Weingärtnervereins Heilbronn und Ausschussmitglied im Württembergischen Weinbauverein.
Seit 1901 war Haag im Bund der Landwirte (BdL) politisch aktiv und gründete eine Heilbronner Ortsgruppe. Im Reichstagswahlkreis Württemberg III war er BdL-Bezirksvorsitzender. 1906 kandidierte im 1. Landeswahlkreis und im Wahlkreis Heilbronn Amt für den württembergischen Landtag, unterlag aber gegen den SPD-Kandidaten Wilhelm Schäffler. Bei der nach Schäfflers Tod erforderlichen Nachwahl am 11. Januar 1911 kandidierte er erneut und unterlag August Hornung (SPD). Bei der Wahl 1912 kandidierte er dann für den Wahlkreis Brackenheim und wurde in einer Stichwahl gegen den bisherigen Mandatsinhaber Friedrich von Balz (DP) in den Landtag gewählt, in dem er 1915 bis 1918 dem Volkswirtschaftlichen Ausschuss angehörte.
Ende 1918 wirkte Haag maßgeblich bei der Gründung des neuen Landesverbandes des Württembergischen Kleinbauern- und Weingärtnerbundes (WKWB) mit, der Anfang 1919 im Württembergischen Bauern- und Weingärtnerbund (WBWB) aufging. Bei der Wahl zur Verfassunggebenden Landesversammlung des freien Volksstaates Württemberg im Januar 1919 wurde er auf Platz 1 der Landesliste des WKWB in die Versammlung gewählt und dort Vorsitzender des Petitionsausschusses. Im April und im September 1919 stimmte er gegen die württembergische Verfassung.
Bei der Reichstagswahl 1920 kandidierte er im Wahlkreis 34 (Württemberg) sowie auf Platz 3 der Landesliste der DNVP und zog in den Reichstag ein, dem er bis 1924 angehörte. Bei der Reichstagswahl 1924 kandidierte er nicht mehr; stattdessen zog sein Sohn Heinrich Haag in den Reichstag ein, dem er bis 1933 angehörte.